# Kutol
Kutol (Abchazsky: Кәтол, gruzínsky კუტოლი – Kutoli) je vesnice v Abcházii v okresu Očamčyra. Nachází se severozápadně od okresního města Očamčyra. Ve vesnici žije 2 181 obyvatel, z nichž 96,5 % jsou Abcházci. V rámci Abcházie má status obecního centra.

## Hranice
Na severu obec hraničí s obcí Džgerda, na východě s obcí Kočara a Labroj, na jihu s obcí Tamyš a západě s obcemi Kyndyg a Atara.

## Demografie
Ve vesnici žilo v roce 2011 2 181 obyvatel, z nichž 96,5 % byli Abcházci, 1,6 % Gruzínci a 1,4 % Rusové. První dochované sčítání lidu zde proběhlo v roce 1886. Podle něj měl Kutol 1 352 obyvatel, z nichž většina byli Abcházci. V roce 1926 zde žilo 1 795 obyvatel, z nichž 94,6 % byli Abcházci a 3,6 % Gruzínci, v roce 1959 pak 3 208 obyvatel a v roce 1989 3 755 obyvatel. Během války v letech 1992–1993 značná část obyvatel odešla.

## Historické dělení
Kutol se historicky dělí na šest částí:
- Abaakyt
- Achablagu
- Achyuaa
- Bzankyt
- Karakan
- Toumyš